# 越路野村
越路野村（こしじのむら）は、石川県羽咋郡に存在した村。
村の名称は、大伴家持が当地で詠んだ和歌「越路野を さし出見れば 邑知潟 気高く見ゆる…」による。越路野の名称は、この地が越中国へ越す道の道中にあるということによる。

## 地理
- 現在の羽咋市の北部。北辺は眉丈山系の丘陵の南部に当たる。南側は邑知潟に面する。
- 当初は、邑知潟の水運が重要な交通でもあった。
- 河川 - 羽咋川

## 歴史
- 1889年（明治22年）4月1日 - 町村制の施行により、羽咋郡柳田村及び千路村を廃し、その区域をもって羽咋郡越路野村を設置する。
- 1898年（明治31年）4月24日 - 七尾鉄道（現・七尾線）が開通。同日、村内に千路駅開業。
- 1933年（昭和8年）- 石川県による邑知潟干拓工事が着工される。1935年（昭和10年）に完成し、越路野村には35町歩の土地が配分された。
- 1954年（昭和29年）11月3日 - 羽咋郡羽咋町、千里浜村、粟ノ保村、富永村、一ノ宮村、越路野村及び上甘田村を廃し、その区域及び下甘田村字上中山の区域をもって羽咋郡羽咋町を設置する。越路野村の2大字は羽咋町の大字に継承。
- 1958年（昭和33年）7月1日 - 羽咋郡羽咋町を羽咋市とする。旧越路野村の2大字は羽咋市の町に継承。

## 交通
- 国鉄七尾線
  - 千路駅

## 教育
- 越路野村立越路野小学校
（※後に羽咋町立、羽咋市立を経て、2006年4月、鹿島路小学校、富永小学校と統合し羽咋市立瑞穂小学校となる。）